# Kuźma Pielechaty
Kuźma Nikołajewicz Pielechaty (ros. Кузьма Николаевич Пелехатый, ur. 11 listopada 1886 we wsi Opory (ówczesne Austro-Węgry), zm. 28 marca 1952 we Lwowie) – ukraiński pisarz, poeta, dziennikarz i polityk.
1905–1908 studiował w Wyższym Instytucie Dziennikarstwa w Wiedniu, 1910–1913 pracował w redakcji gazety "Galiczanin" i "Prikarpaskaja Ruś" we Lwowie, od 1913 w piśmie "Nowaja żyzń" we Lwowie. 1914 aresztowany, zwolniony, 1921–1927 redaktor gazety "Wola naroda" we Lwowie, 1927–1928 redaktor gazety "Sielrob" we Lwowie. 1939-1941 i ponownie 1944-1946 pracował dla gazety "Wilna Ukrajina", 1944-1946 równocześnie w piśmie "Radianśkyj Lwiw", 1946–1947 zastępca przewodniczącego Komitetu Wykonawczego Rady Miejskiej we Lwowie. Od 1947 do stycznia 1949 zastępca przewodniczącego, a od stycznia 1949 do śmierci przewodniczący Komitetu Wykonawczego Lwowskiej Rady Obwodowej. Od 1948 w WKP(b). 23 stycznia 1948 odznaczony Orderem Czerwonego Sztandaru Pracy. Zastępca przewodniczącego Rady Najwyższej Ukraińskiej SRR.